# Biopolymère

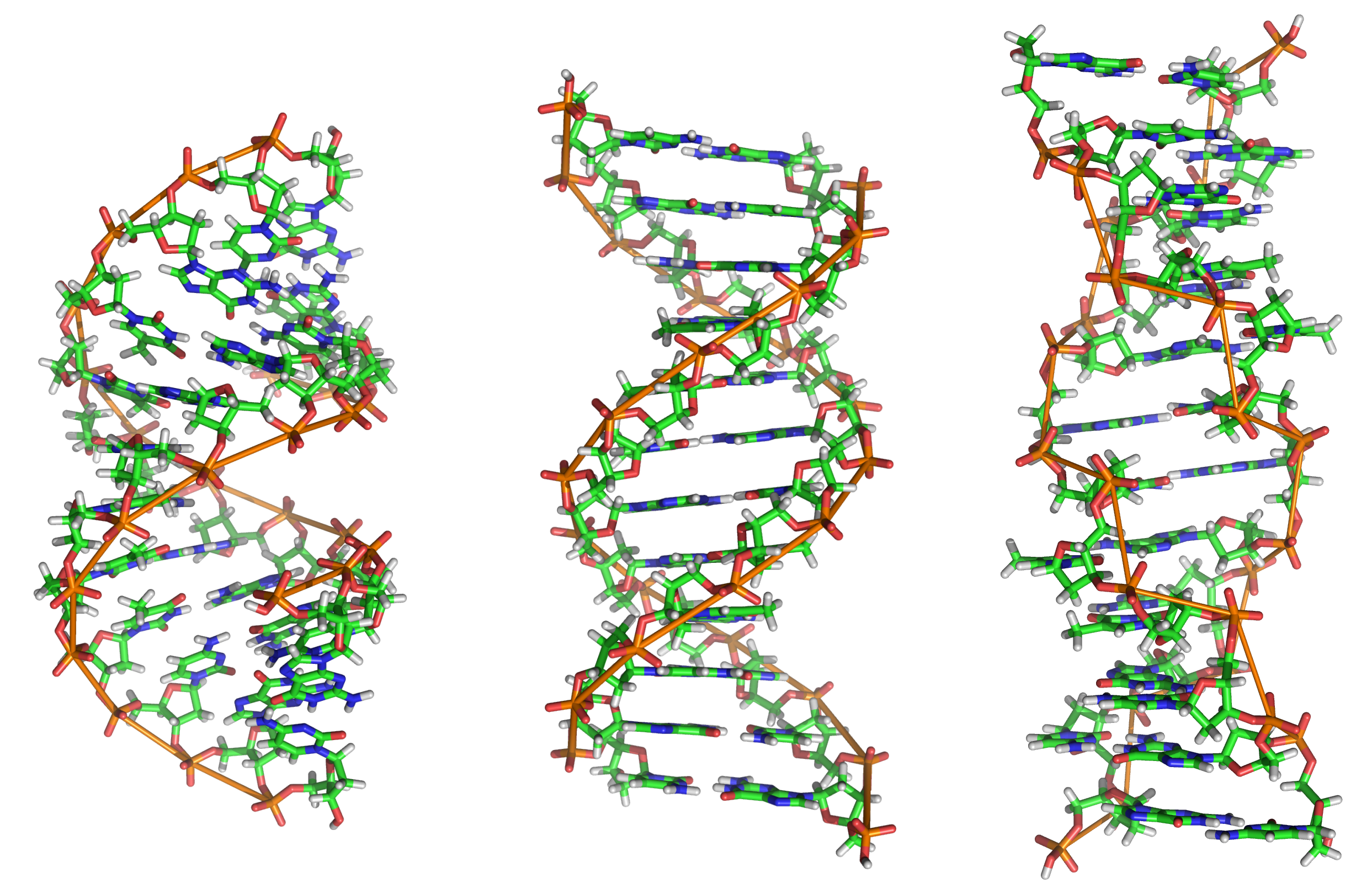
De gauche à droite, les structures de l'ADN A, B et Z. La structure d'une molécule d'ADN dépend de son environnement. Dans les environnements aqueux, y compris la majorité de l'ADN dans une cellule, l'ADN-B est la structure la plus courante. La structure A-ADN domine dans les échantillons déshydratés et est similaire à l'ARN double brin et aux hybrides ADN/ARN. L'ADN-Z est une structure plus rare que l'on trouve dans l'ADN lié à certaines protéines.

Les biopolymères sont des polymères issus de la biomasse, c'est-à-dire produits par des êtres vivants (végétaux, algaux, animaux, fongiques, etc.).
La cellulose et l'amidon par exemple sont des polysaccharides et sont d'origine végétale.
| Bio-monomères                                | Bio-oligomères   | Biopolymères                                                                                      | Polymérisation   | Liaison covalente      | Eléments chimiques constitutifs                                                    | Masse moléculaire relative des biopolymères |
| -------------------------------------------- | ---------------- | ------------------------------------------------------------------------------------------------- | ---------------- | ---------------------- | ---------------------------------------------------------------------------------- | ------------------------------------------- |
| Acides aminés                                | Oligopeptides    | Polypeptides, protéines                                                                           | Polycondensation | Liaison peptidique     | C, H, O, N, S (cas rare des thioprotéines), Se (cas très rare des sélénoprotéines) | 104 - 106                                   |
| Monosaccharides                              | Oligosaccharides | Polysaccharides                                                                                   | Polycondensation | Liaison osidique       | C, H, O                                                                            | 104 - 1010                                  |
| Isoprène                                     | Terpènes         | Polyterpènes : cis-1,4-polyisoprène (caoutchouc naturel) et trans-1,4-polyisoprène (gutta-percha) | Polyaddition     |                        |                                                                                    |                                             |
| Nucléotides                                  | Oligonucléotides | Polynucléotides, acides nucléiques, ARN ou ADN                                                    |                  | Liaison phosphodiester | C, H, O, N, P                                                                      | 104 - 106                                   |
| Hydroxyalcanoate                             |                  | Polyhydroxyalcanoate                                                                              | Polycondensation | Liaison ester          |                                                                                    |                                             |
| Phénylpropanoïdes (dérivés de phénylalanine) |                  | Polyphénols (lignine)                                                                             |                  |                        | C, H, O                                                                            |                                             |

Plusieurs industries s'y intéressent comme solution de rechange aux polymères synthétisés chimiquement et issus de ressources fossiles. Les produits à base de biopolymères présentent l’intérêt d’être issus de ressources renouvelables et sont potentiellement biodégradables.
Il existe de nombreux produits sur le marché destinés à l'industrie agroalimentaire, à l'horticulture, à la galénique, la cosmétique, à l'emballage, etc. Le secteur de l'électronique est un débouché très intéressant car le marché est important et à forte valeur ajoutée. L'entreprise Fujitsu a été la première à mettre sur le marché un produit électronique (un notebook) à partir d'acide polylactique (PLA), un polymère d'origine bactérienne.
Il n'est toutefois pas question pour l'instant de substituer les biopolymères ou polymères pétrochimiques en raison de leurs caractéristiques et de leurs propriétés.